# Provincia di Sakon Nakhon
La provincia di Sakon Nakhon si trova in Thailandia e fa parte del gruppo regionale della Thailandia del Nordest. Si estende per 9.606 km², ha 1.128.232 abitanti ed il capoluogo è il distretto di Mueang Sakon Nakhon. La città principale è Sakon Nakhon.

## Geografia antropica

### Suddivisioni amministrative

Mappa degli Amphoe

La provincia è suddivisa in 18 distretti (amphoe). Questi a loro volta sono suddivisi in 125 sottodistretti (tambon) e 1323 villaggi (muban).
| 1. Mueang Sakon Nakhon 2. Kusuman 3. Kut Bak 4. Phanna Nikhom 5. Phang Khon 6. Waritchaphum 7. Nikhom Nam Un 8. Wanon Niwat 9. Kham Ta Kla | 1. Ban Muang 2. Akat Amnuai 3. Sawang Daen Din 4. Song Dao 5. Tao Ngoi 6. Khok Si Suphan 7. Charoen Sin 8. Phon Na Kaeo 9. Phu Phan |